# Pieve di Segrate
La pieve di Segrate o pieve di Santo Stefano di Segrate (in latino: Plebis Segratensis o Plebis Sancti Stephani Segratensis) era il nome di un'antica pieve dell'arcidiocesi di Milano e del Ducato di Milano con capoluogo Segrate.
Il santo patrono era Santo Stefano, celebrato in città il 26 dicembre, al quale è dedicata la chiesa prepositurale di Segrate.

## Storia
A Segrate le prime attestazioni dell'esistenza del capitolo canonicale risalgono all'XI secolo. Il capoluogo costituiva il primo punto di posta al quarto miglio sulla strada di Lambrate, come era chiamata nel medioevo l’attuale Strada Provinciale 103 Cassanese e antica via Mediolanum-Brixia. Al Quattrocento risalgono invece dati più precisi rispetto alla vita canonicale condotta: ivi infatti si trovavano dodici canonici più un prevosto, con una cura d'anime che comprendeva le cappellanie di Pantigliate, Pioltello, San Vincenzo di Cassignanica, San Martino di Limito, Santa Maria “Regallis” ossia Corte Regina.
Col primo Rinascimento la pieve assunse anche una funzione amministrativa civile come ripartizione locale della Provincia del Ducato di Milano, al fine di ripartire i carichi fiscali e provvedere all'amministrazione della giustizia.
L'epoca conciliare portò Segrate ad essere ospite della fondazione di un vicariato religioso in loco che quasi andò a sostituire le antiche funzioni della pieve, anche se essa non decadde. Fu in questo periodo che San Carlo Borromeo le incorporò la decaduta pieve di San Giuliano e le sue tre parrocchie. Dal punto di vista civile, fu solo nell'anno 1797 che la pieve amministrativa venne soppressa in seguito all'invasione di Napoleone e alla conseguente introduzione di nuovi ma effimeri distretti.
L'inizio della riforma della struttura plebana ecclesiastica si ebbe con il XX secolo quando la pieve segratese dovette cedere le parrocchie di Cologno Monzese e San Giuliano Monzese alla pieve di San Gervasio di Gorgonzola mentre, con l'espandersi della città di Milano, dovette cedere anche la parrocchia di San Martino di Lambrate al capoluogo. Nel frattempo Rovagnasco nel 1963 e Novegro nel 1964 furono dotate di una loro parrocchia. In seguito ai provvedimenti arcivescovili che hanno rivisto la struttura territoriale della diocesi nel 1972, anche la pieve segratese ha cessato la propria esistenza ed è stata sottoposta al decanato di Cernusco sul Naviglio. Parte del suo antico territorio corrisponde oggi al Municipio 3 di Milano.

## Territorio
Nella seconda metà del XVIII secolo, dopo l'annessione di Cavriano a Lambrate e l'aggregazione di Pobbiano a Rodano e della cascina dei Fra di Sesto a Novegro, il territorio della pieve era così suddiviso:
| Pieve civile                                                                                      | Pieve ecclesiastica                       |
| Comune di Segrate Comune di Novegro Comune di Redecesio Comune di Rovagnasco Comune di Tregarezzo | Parrocchia prepositurale di Santo Stefano |
| Comune di Cassignanica Comune di Briavacca                                                        | Parrocchia di San Vincenzo                |
| Comune di Lambrate Comune di Casa Nova Comune di San Gregorio Vecchio                             | Parrocchia di San Martino                 |
| Comune di Limito                                                                                  | Parrocchia di San Giorgio martire         |
| Comune di Pantigliate                                                                             | Parrocchia di Santa Margherita            |
| Comune di Pioltello                                                                               | Parrocchia di Sant'Andrea                 |
| Comune di Rodano Comune di Trenzanesio                                                            | --                                        |
| --                                                                                                | Parrocchia dei Santi Marco e Gregorio     |
| --                                                                                                | Parrocchia di San Giuliano                |
| --                                                                                                | Parrocchia di San Remigio                 |